# 奧諾村

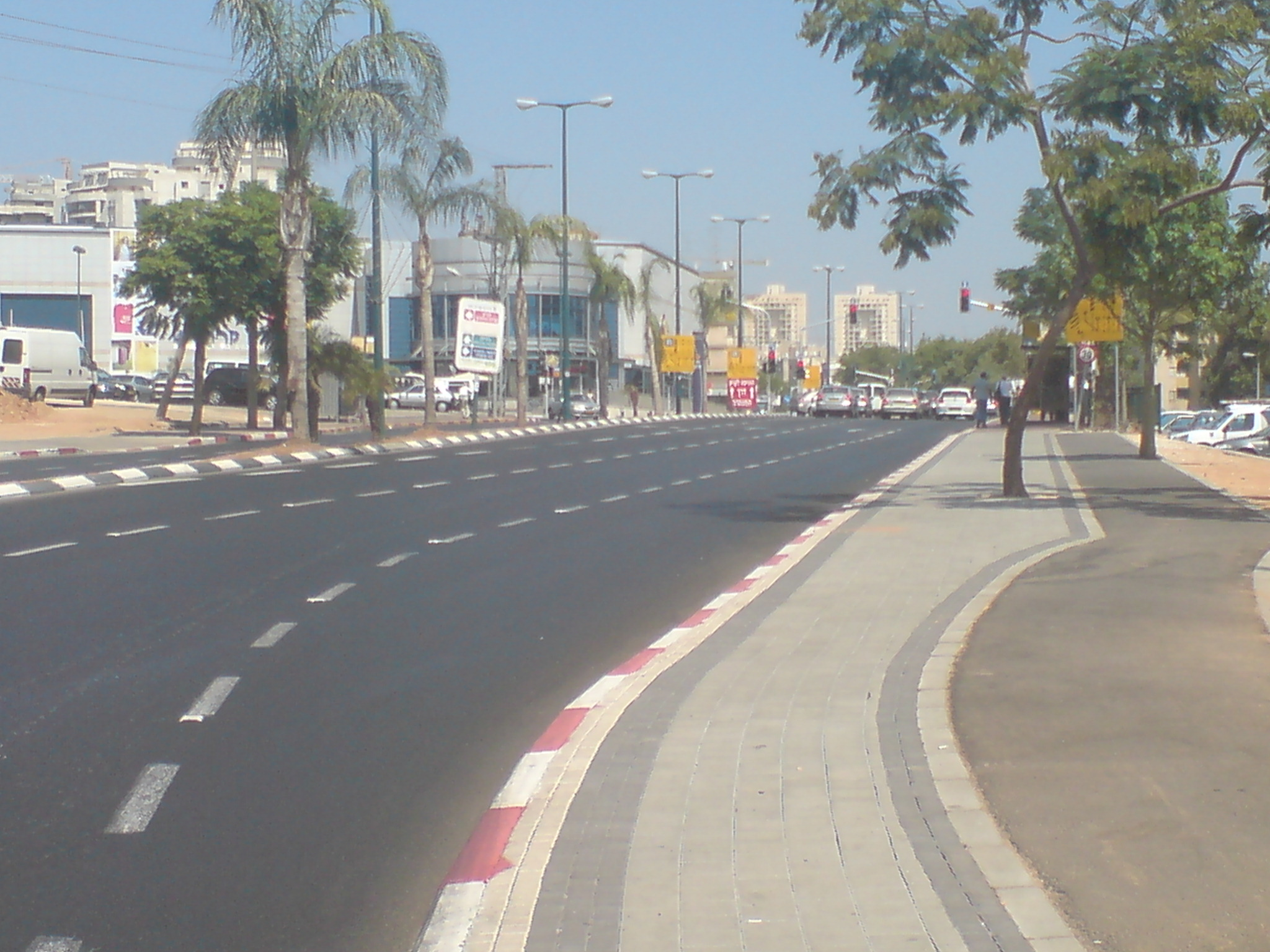

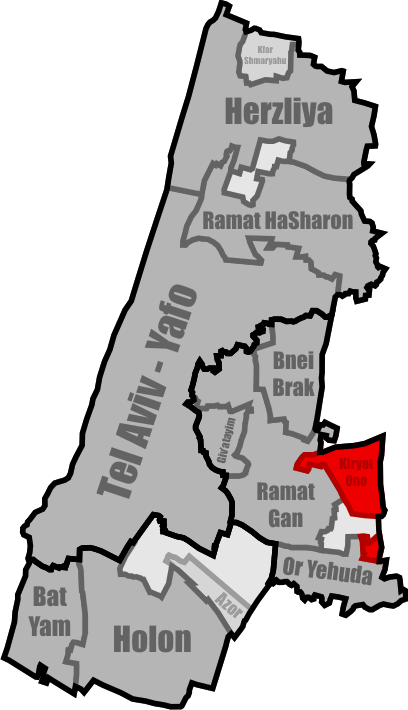

奧諾村是以色列的城市，位於該國西部，距離特拉維夫11公里，由特拉維夫區負責管轄，始建於1939年，面積4.11平方公里，海拔高度66公尺，2010年人口32,183，人口密度每平方公里7,827人。

## 城市名稱
希伯萊語為，阿拉伯語為，英語為「[Kiryat Ono] 错误：{{Lang}}：無法辨識代碼 cn（帮助）」。
華語方面，臺灣、香港稱為，大陸稱為。

## 外部連結
- Official website （希伯来文）